# Re'Requiem
Re'Requiem(리'레퀴엠)는 대한민국의 스페셜포스 클랜이자, SF 프로리그의 프로게임팀이다. 클랜 소재지는 경상남도이다.